# Catrimania
Catrimania is een geslacht van halfvleugeligen uit de familie schuimcicaden (Cercopidae). De wetenschappelijke naam van dit geslacht is voor het eerst geldig gepubliceerd in 1968 door Fennah.

## Soorten
Het geslacht Catrimania omvat de volgende soorten:
- Catrimania albifascia Paladini & Cryan, 2012
- Catrimania insignis (Walker, 1858)
- Catrimania livida Paladini & Cryan, 2012
- Catrimania longula (Lallemand, 1938)
- Catrimania semivitrea (Walker, 1858)